# 王磐 (元)
王 磐（おう はん、生没年不詳）は、モンゴル帝国（大元ウルス）に仕えた漢人官僚の一人。字は文炳。洺州永年県の出身。

## 概要
王磐の先祖は代々農を家業とする家であったが、1年に万石を収穫するほどの豪農となったため、郷里では「万石王家」と呼ばれていたという。王磐の父の王禧は、金朝末期に私材を投じて軍を起こし、進義副尉に任じられたが、モンゴル軍の侵攻を受けて永年城は陥落してしまった。この時、王禧が私材を軍費として提供する事で、城民の命を救ったと伝えられる。金朝が朝廷を河南の開封府に移すと、王家もこれに従って汝州魯山県に移住した。
成長した王磐は郾城の下で学んだが、貧しい暮らしを余儀なくされた。26歳の時、正大4年（丁亥/1227年）の経義進士に登第し、帰徳府録事判官に任じられたが、任地に赴くことはなかった。しかし1230年代、モンゴル軍の侵攻によって河南一帯が戦火に巻き込まれると、王磐は南宋領の襄陽に避難した。そこで荊湖制置司に見出され、議事官の地位を授けられている。しかし、1236年（丙申）にモンゴル軍と南宋軍の戦闘が始まると、再び北方に戻ってモンゴル領の洛陽に入った。そこでモンゴルに使える楊惟中が儒士を招集していたのに応え、河内に寓居するようになった。その後、東平総管の厳実に迎え入れられて講学を始め、王磐の教えを受ける者は常時数百人を数え、その多くは後に名士となったという。
1260年（中統元年）、第4代皇帝モンケの急死にともなってクビライが皇帝位に就くと、王磐は益都等路宣撫副使に抜擢された。その後病のために地位を退くと、益都路を支配する漢人世侯の李璮に重用され、益都路青州の風土を好んでいた王磐は「鹿菴」と名付けた住居を築いてこの地に住まった。しかし李璮がクビライへの反乱を計画していることを察知すると、王磐はまず済南に逃れ、そこで駅馬を得て京師のクビライに急報した。これを聞いたクビライはすぐに王磐を召し出し、その誠節を嘉して参議行省事の地位を授けた。李璮の乱の平定後、王磐は翰林直学士・同修国史の地位を授けられた。
その後、真定・順徳等路宣慰使の地位に就いた時には、衡水県ダルガチのマングタイ（忙兀䚟）が不法な手段で県民を苦しめており、さらにそれを告発しようとした趙清の父母妻子を殺害した上で悪事を隠蔽しようとした件を取り上げ、公平な裁きを行っている。また、真定地方で蝗害が起こった時、朝廷は使者を派遣した上で役夫四万人を動員し、さらに近隣の地域から役夫を募ろうとした。しかし王磐は「4万人でも多すぎるのに、どうして他の郡を煩わせる必要があるのか」と述べて使者を怒らせたが、王磐はみずから田の間を走って蝗を捉える方法を教示して回ることにより3日で蝗を駆逐することに成功し、使者は驚いて神のようであると讃えたという。
中央に戻り翰林学士の地位に復すると、転運司という官署が民を苦しめていると述べ、これを廃止とするよう働きかけた。また、このころ尚書省長官のアフマド・ファナーカティーが勢力拡大のため、右丞相アントンを長とする中書省と尚書省の合併を画策したが、王磐が強く反対してこれをやめさせた。この後太常少卿の地位に遷ることとなり、一旦は辞退しようとするも、許されなかった。このころ、宮殿は未だ建設中で朝儀も定まっておらず、称賀のために雑多な者が帳殿（ゲル）の前に集い騒擾を起こすという問題があったため、宣徽院による儀礼制度を整備したという。
また、それまで曲阜の孔子廟の維持を担ってきた民百戸を尚書省が取り上げようとした時は、国体を損なうものであると反対し中止に追い込んでいる。またこのころ、再び職を辞そうとしたが、許されなかった。しかし王磐は病がちになって家に居ることが多くなったため、クビライは使者を遣わして名薬を下賜したという。
南宋侵攻を目前に控えて、帷幄での謀議が決まらなかった時は、しばしば王磐に使者を派遣して意見を聞くことがあった。しかしある時、クビライが日本出兵（文永の役）について相談したときは、「今は南宋討伐に全力をそそぐべきで、南宋が滅んでから日本出兵を図っても遅くない」と述べて反対したという。
またある時、朝廷で冗官（余分な官）が議題になると、地方の按察司を併合して官を減らそうという意見が出た。これに対し、王磐は貪官汚吏に苦しめられる地方の民はただ按察司のみを頼りとしており、按察司を削減してしまえば冤罪によって死罪となる民が増えるだろうと述べて反対し、これによって按察司の廃止は取りやめとなったという。
南宋平定が一段落し、日本への二度目の出兵（弘安の役）が計画されると、王磐は日本が海を隔てて出兵に困難なことを理由に再び反対した。しかしクビライはこれに激怒し王磐の意図を疑ったが、王磐はあくまで国のため述べた反対であり、今や80歳を越え子もいないのにどんな意図があろうか、と答えた。そこでクビライは翌日に使者を派遣して王磐を慰撫し、碧玉の宝枕を下賜したという。
いよいよ年老いた王磐は遂に丞相のコルコスンを通じて職を辞し、これを聞いた皇太子のチンキムが王磐を招いて慰問した上、公卿百官も宴を設けて餞別とした。またチンキムは聖安寺でも宴を行い、その後公卿百官から見送られて麗沢門から出て行った。王磐には男子がいなかったが、婿の李穉賓が東平判官となって王磐を養った。王磐の性格は剛方で、妄りに笑うことはなく、上奏の際は必ず公正であるよう務め、誤った意見に賛同することはなかったという。また、王磐の推薦した宋衜・雷膺・魏初・徐琰・胡祗遹・孟祺・李謙らはみな名臣として知られるに至った。92歳の時に亡くなり、洺国公と追封され、文忠と諡された。